# Zhaoyuan, Yantai
Zhaoyuan är en stad på häradsnivå i Shandong-provinsen i norra Kina. Den ligger omkring 310 kilometer öster om provinshuvudstaden Jinan. 
Staden är belägen vid Bohai-havet och är känd för sina stora guldfyndigheter.